# یارگو-یارسیس
یارگو-یارسیس شهری در شهرستان پوا در استان بولکیمده در بورکینافاسوی غربی مرکزی است جمعیت آن ۱۷۳۸ نفر است.